# Anchusa leucantha
Anchusa leucantha là loài thực vật có hoa trong họ Mồ hôi. Loài này được Selvi & Bigazzi mô tả khoa học đầu tiên năm 2003.